# 成成明学獨國武
成成明学獨國武（せいせいめいがくどっこくむ）とは、日本の大学群の一つを示す通称であり、首都圏に本部がある私立大学のうち、下記私立大学6校が括られている。名称は、各大学の漢字表記の頭文字の組み合わせによるものである。『成成獨國武明学』と紹介されることもある。
- (成) - 成蹊大学
- (成) - 成城大学
- (明学) - 明治学院大学
- (獨) - 獨協大学
- (國) - 國學院大學
- (武) - 武蔵大学

## 概要
大手受験予備校業界では受験難易度について、難関、準難関または中堅に位置付けられ、
一般的に、首都圏にある大学のうち「GMARCHに次ぐ大学をグループ化したもの」、「日東駒専とGMARCHの間に位置付けられている大学群」とされている。
大学群としての就職率は、すべての大学で80%を超えており、早慶やMARCHなどの難関大学と比較しても良い水準であるとされている。
（以前から工学部→現理工学部、がある成蹊大学を除いて）文系学部が中心に設置された大学群である。

## 使用例・知名度
マスコミ（朝日新聞社やダイヤモンド社など）、大学受験業界（予備校・ジャーナリスト・コンサルタント）、高校の進路指導などで使用されている。
「成成明学獨國武」という名称の認知度については、いわゆる日東駒専より一般的には低くなっており2017年時点で武田塾の記事においても「関東圏を出てしまうと認知は低くなるが、関東では有名な企業にもある程度の知名度を有している｣という記述があった。
私立大学が「年内学力入試」を増やしているという記事や、ベネッセコーポレーションのデータを用いた主要211大学の過去43年間の偏差値データの分析など、ビジネス誌による大学の動向調査の記事にも「成成明学獨國武」のグルーピングは使用されている。

## 一覧
| 略字 | 大学名       | 前身             | 創立年 | 大学設置年 | 設置学部                                         | キャンパス                                                                 |
| ---- | ------------ | ---------------- | ------ | ---------- | ------------------------------------------------ | -------------------------------------------------------------------------- |
| 成   | 成蹊大学     | 成蹊高等学校     | 1925年 | 1949年     | 経済・経営・法・文・理工                         | 吉祥寺(東京都武蔵野市吉祥寺北町3-3-1)                                      |
| 成   | 成城大学     | 成城高等学校     | 1926年 | 1950年     | 経済・文芸・法・社会イノベーション               | 成城(東京都世田谷区成城6-1-20)                                             |
| 明学 | 明治学院大学 | 明治学院専門学校 | 1863年 | 1949年     | 文・経済・社会・法・国際・心理                   | 白金(東京都港区白金台1-2-37) 横浜(神奈川県横浜市戸塚区上倉田町1518)        |
| 獨   | 獨協大学     | 獨逸学協会学校   | 1883年 | 1964年     | 外国語・国際教養・経済・法                       | 学園町(埼玉県草加市学園町1-1)                                              |
| 國   | 國學院大學   | 皇典講究所       | 1882年 | 1920年     | 文・神道文化・法・経済・人間開発・観光まちづくり | 渋谷(東京都渋谷区東4-10-28) たまプラーザ(神奈川県横浜市青葉区新石川3-22-1) |
| 武   | 武蔵大学     | 武蔵高等学校     | 1922年 | 1949年     | 経済・人文・社会・国際教養                       | 江古田(東京都練馬区豊玉上1-26-1)                                           |

## 類似した呼称・関連項目
- 大手大学受験予備校河合塾や難関私大専門塾マナビズムなどで使用されている、獨協大学を除き、「成成明國武」としたもの。「成成明学國武」ともいわれる[34][35]
- 成蹊大学・成城大学・明治学院大学の3大学を括り「成成明学」としたもの[36]。
- 「東京四大学」 - 成蹊大学・成城大学・武蔵大学に加えて学習院大学を含む